# Kirsten Ren
Kirsten Ren Jung-Hsüan (caratteri cinesi: 任容萱; pinyin: Rèn Rongxuān; Taipei, 22 novembre 1988) è un'attrice taiwanese, sorella minore della più famosa Selina Ren, membro del gruppo femminile S.H.E.

## Biografia
Kirsten parla fluentemente cinese, minnan taiwanese ed inglese.
Ha frequentato la scuola elementare Zhishan, la scuola media Lan Ya e la scuola superiore Chung Cheng, tutte situate a Taipei. Attualmente sta studiando e frequentando i corsi della National Taiwan Normal University.
Oltre a recitare, Kirsten ha imparato da piccola a suonare il pianoforte e, come la sorella, canta. Nel 2009, infatti, ha cantato la canzone Xiao Xin Yuan (小心願), facente parte della colonna sonora del primo ed unico drama nel quale finora ha recitato, K.O.3an Guo, terzo capitolo della saga "Zhong Ji" dopo Zhong ji yi ban e Zhong ji yi jia.

## Serie televisive
- K.O.3an Guo (GTV, 2009)

## Partecipazioni a colonne sonore
- 小心願 Xiao Xin Yuan, K.O.3an Guo (2009)